# Volta ao País Basco de 2009
A 49.ª edição da Volta ao País Basco, disputada entre 6 e 11 de abril de 2009, esteve dividida em seis etapas: cinco em estrada e a última em contrarrelógio, por um total de 833 km.
Devido à crise económica de 2008-2016 a Euskal Bizikleta desapareceu das competições e suas patrocinadores principais, prefeitura de Eibar e Governo Basco, uniram-se aos patrocinadores desta corrida. Devido a isso a partir deste ano se atribuiu uma etapa com final em Arrate, começo da seguinte etapa em Eibar e vários passos por dita localidade.
A prova integrou-se no UCI ProTour desse ano.
Ao igual que na passada edição o vencedor foi Alberto Contador (que também se fez com duas etapas). Acompanharam-lhe no pódio Samuel Sánchez e Cadel Evans respectivamente, após que o em princípio segundo classificado Antonio Colom fora excluído das classificações ao se conhecer que tinha dado positivo por EPO recombinante num controle antidopagem que lhe tinha sido realizado quatro dias antes do início da rodada basca (ver seção Colom, positivo e exclusão).
Nas classificações secundárias impuseram-se Rein Taaramäe (montanha), Samuel Sánchez (regularidade), Egoi Martínez (metas volantes) e Caisse d'Epargne (equipas).

## Equipas participantes
Tomaram parte na corrida 20 equipas: os 18 de categoria UCI ProTour (ao ser obrigada sua participação); mais 2 de categoria Profissional Continental mediante convite da organização (Cervélo Test Team e Contentpolis-AMPO). Formando assim um pelotão de 157 corredores, com 8 cada equipa (excepto o Quick Step, Française des Jeux e Team Katusha que saíram com 7), dos que acabaram 82; com 80 classificados depois das desclasificações por dopagem de Christian Pfannberger e Antonio Colom (ver seção Colom, positivo e Dopaje). As equipas participantes foram:
| Equipa                      | Cód. UCI | Categoria                | Chefe de filas                   |
| --------------------------- | -------- | ------------------------ | -------------------------------- |
| Astana                      | AST      | UCI ProTour              | Alberto Contador                 |
| Euskaltel-Euskadi           | EUS      | UCI ProTour              | Samuel Sánchez                   |
| Cervélo Test Team           | CTT      | Profissional Continental | Carlos Sastre                    |
| Quick Step                  | QST      | UCI ProTour              | Allan Davis                      |
| Team Saxo Bank              | SAX      | UCI ProTour              | Frank Schleck Andy Schleck       |
| Caisse d'Epargne            | GCE      | UCI ProTour              | Luis León Sánchez                |
| Française des Jeux          | FDJ      | UCI ProTour              | Sandy Casar                      |
| Team Katusha                | KAT      | UCI ProTour              | Antonio Colom                    |
| Ag2r-La Mondiale            | ALM      | UCI ProTour              | Vladímir Yefimkin                |
| Team Columbia-High Road     | THR      | UCI ProTour              | Kim Kirchen Michael Rogers       |
| Lampre-N.G.C.               | LAM      | UCI ProTour              | Damiano Cunego                   |
| Rabobank                    | RAB      | UCI ProTour              | Robert Gesink Juan Manuel Gárate |
| Bbox Bouygues Telecom       | BBO      | UCI ProTour              | Pierrick Fédrigo                 |
| Garmin-Slipstream           | GRM      | UCI ProTour              | David Zabriskie                  |
| Liquigas                    | LIQ      | UCI ProTour              | Vincenzo Nibali Roman Kreuziger  |
| Cofidis, le Crédit en Ligne | COF      | UCI ProTour              | David Moncoutié                  |
| Silence-Lotto               | SIL      | UCI ProTour              | Cadel Evans                      |
| Team Milram                 | MRM      | UCI ProTour              | Fabian Wegmann                   |
| Fuji-Servetto               | FUJ      | UCI ProTour              | Juan José Cobo                   |
| Contentpolis-AMPO           | MCO      | Profissional Continental | Dionisio Galparsoro              |

A corrida contou assim com participantes ilustres, como Alberto Contador, Carlos Sastre, Samuel Sánchez, Damiano Cunego, Cadel Evans, Frank e Andy Schleck, Vincenzo Nibali, Roman Kreuziger, Robert Gesink e Michael Rogers.

## Etapas

### Etapa 1 - 6 de abril de 2009:Ataun-Ataun, 142,5 km

#### Resumo

Perfil da 1.ª etapa.

Nos primeiros quilómetros da etapa formou-se uma fuga de quatro corredores permitida pelo pelotão que, ainda que foi neutralizada, permitiu a Aitor Hernández somar os pontos necessários para vestir o primeiro camisola da montanha. Já nos últimos 20 quilómetros de etapa, a equipa de casa Euskaltel-Euskadi começou a atirar do pelotão para tensar o final de etapa. Na última subida do dia (cerca de meta), Lazkaomendi, Cunego atacou e a sua roda saiu Joaquim Rodríguez; ainda que ambos se fizeram com uns metros, foram atingidos por um seleto grupo de corredores na baixada, como Contador, Samuel Sánchez, Evans, Frank Schleck, Antonio Colom, Nibali e Gesink. No entanto, a falta de entendimento neste grupo de favoritos a mal 4 km de meta provocou a chegada desde atrás a mais ciclistas, como Luis León Sánchez, Rogers, Kreuziger e Egoi Martínez. Luis León Sánchez (Caisse d'Epargne) seria precisamente quem finalmente impôs-se ao sprint num grupo de 21 corredores na meta de Ataun, vestindo-se a camisola amarela como primeiro líder da corrida.

#### Classificações
|   | Ciclista          | Equipa            | Tempo      |
| - | ----------------- | ----------------- | ---------- |
| 1 | Luis León Sánchez | Caisse d'Epargne  | 3h 28' 43" |
| 2 | Samuel Sánchez    | Euskaltel-Euskadi | m.t.       |
| 3 | Jérôme Pineau     | Quick Step        | m.t.       |
| 4 | Christian Knees   | Milram            | m.t.       |
| 5 | Alexandr Kolobnev | Saxo Bank         | m.t.       |

|   | Ciclista          | Equipa            | Tempo      |
| - | ----------------- | ----------------- | ---------- |
| 1 | Luis León Sánchez | Caisse d'Epargne  | 3h 28' 43" |
| 2 | Samuel Sánchez    | Euskaltel-Euskadi | m.t.       |
| 3 | Jérôme Pineau     | Quick Step        | m.t.       |
| 4 | Christian Knees   | Milram            | m.t.       |
| 5 | Alexandr Kolobnev | Saxo Bank         | m.t.       |

### Etapa 2 - 7 de abril de 2009:Ataun-Villatuerta, 164 km

#### Resumo
A segunda etapa, que não apresentava dificuldades montanhosas de relevância e cujo último porto era o Alto de Lezaun, de 3.ª categoria e a 20 quilómetros de meta, foi tomada com tranquilidade pelos grandes favoritos da geral, convertendo a jornada em propícia para uma escapada de sucesso. Quatro homens fizeram-se com uma margem de até mais de sete minutos: Yuri Trofímov (Bouygues Télécom), Rein Taaramäe (Cofidis, le Crédit en Ligne), Bauke Mollema (Rabobank) e Manuel Vázquez (Contentpolis-Ampo). Na última subida marcharam-se Trofimov e Taaramae, deixando atrás aos outros dois colegas de fuga (que foram rapidamente neutralizados pelo pelotão). Entre os dois homens de cabeça de corrida, o russo Trofimov sacou de roda ao jovem Taarame, quem conseguiria enlaçar com ele pouco depois. Depois de um breve período de colaboração entre ambos, um novo ataque do russo a menos de três quilómetros da meta descolou a Taaramae, e ainda que este esteve cerca de contactar pouco antes do cartaz do último quilómetro, Yuri Trofímov se fez finalmente com a vitória de etapa em solitário, podendo desfrutar dela nos últimos metros.
O pelotão chegou a pouco mais de um minuto com o líder da geral Luis León Sánchez nos primeiros postos para proteger sua camisola amarela, ante a possibilidade de que ciclistas igualados em tempo com ele lhe tirassem a liderança pela ordem de chegada na linha de meta de Villatuerta.

#### Classificações
|   | Ciclista          | Equipa                      | Tempo      |
| - | ----------------- | --------------------------- | ---------- |
| 1 | Yuri Trofímov     | Bbox Bouygues Telecom       | 4h 12' 46" |
| 2 | Rein Taaramäe     | Cofidis, le Crédit en Ligne | + 5"       |
| 3 | Ben Swift         | Katusha                     | + 1' 10"   |
| 4 | Michael Albasini  | Columbia-High Road          | m.t.       |
| 5 | Luis León Sánchez | Caisse d'Epargne            | m.t.       |

|   | Ciclista          | Equipa            | Tempo      |
| - | ----------------- | ----------------- | ---------- |
| 1 | Luis León Sánchez | Caisse d'Epargne  | 7h 42' 39" |
| 2 | Alexandr Kolobnev | Saxo Bank         | m.t.       |
| 3 | Jérôme Pineau     | Quick Step        | m.t.       |
| 4 | Christian Knees   | Milram            | m.t.       |
| 5 | Samuel Sánchez    | Euskaltel-Euskadi | m.t.       |

### Etapa 3 - 8 de abril de 2009:Villatuerta-Eibar(Arrate), 172,5 km

#### Resumo
Esta etapa, herdeira da clássica última etapa com final em Arrate (Eibar) da extinta Euskal Bizikleta, era pela sua dureza a etapa rainha da volta, e na que se previam movimentos dos homens importantes da corrida face à geral. Teve várias tentativas de escapada, ainda que nenhum de sucesso.
Já dentro dos últimos 50 quilómetros da etapa, a equipa Astana se pôs ao comando no pelotão para tensar a corrida nos portos prévios ao subida final de Arrate. Nas primeiras rampas do porto, Chris Horner (Astana) impôs um alto ritmo para fraccionar o grupo, e uma vez conseguido seu chefe de fileiras Alberto Contador lançou um potente ataque que lhe permitiu se colocar em solitário como cabeça de corrida. Enquanto, no grupo cedo cederam ciclistas importantes como Frank Schleck, Vincenzo Nibali, Roman Kreuziger, Robert Gesink, o até então líder Luis León Sánchez e Juanjo Cobo, pelo que depois de Contador se formou um quarteto perseguidor composto por Cadel Evans, Damiano Cunego, Samuel Sánchez e Antonio Colom. O australiano Evans decidiu então atacar e lançar-se em solitário à caça de Contador, ainda que não o conseguiu, ficando em terra de ninguém entre Contador e o dúo formado por Samuel Sánchez e Toni Colom, uma vez que Cunego começou também a ceder uns metros.
Contador coroou o porto (Alto de Ixua) com 9 segundos de vantagem com respeito a Evans e mais cinco segundos sobre Samuel e Colom. No entanto, estes dois conseguiram enlaçar com o australiano nos dois quilómetros restantes (em semi-baixada) até meta da etapa, situada nos arredores do Santuário de Arrate.
Finalmente Alberto Contador conseguiu a vitória desta etapa rainha e se desenrolou a camisola amarela de líder da geral, à espera da decisiva contrarrelógio final do sábado. O resto de favoritos ficavam por tanto por trás do líder do Astana, com o trío Evans-Samuel-Colom a 8", Cunego a 28", Gesink a 32", Luis León Sánchez a 35", o grupo formado de Vincenzo Nibali, Kreuziger, Casar e Joaquim Rodríguez a 54" e o grupo de Michael Rogers e Frank Schleck a 1' 11"; a vantagem com respeito a todos eles se correspondia com a conseguida nesta terceira etapa, ao ter estado até então igualados em tempos todos eles.
Posteriormente Toni Colom foi desclassificado por dopagem com o que seus resultados não se tiveram em conta (ver secção Colom, positivo e exclusão).

#### Classificações
|   | Ciclista         | Equipa            | Tempo      |
| - | ---------------- | ----------------- | ---------- |
| 1 | Alberto Contador | Astana            | 4h 16' 30" |
| 2 | Cadel Evans      | Silence-Lotto     | + 8"       |
| 3 | Samuel Sánchez   | Euskaltel-Euskadi | m.t.       |
| 5 | Damiano Cunego   | Lampre-N.G.C.     | + 27"      |
| 6 | Robert Gesink    | Rabobank          | + 32"      |

|   | Ciclista         | Equipa            | Tempo       |
| - | ---------------- | ----------------- | ----------- |
| 1 | Alberto Contador | Astana            | 11h 59' 09" |
| 2 | Samuel Sánchez   | Euskaltel-Euskadi | + 8"        |
| 3 | Cadel Evans      | Silence-Lotto     | m.t.        |
| 4 | Damiano Cunego   | Lampre-N.G.C.     | + 27"       |
| 5 | Robert Gesink    | Rabobank          | + 32"       |

### Etapa 4 - 9 de abril de 2009:Eibar-Güeñes, 161 km

#### Resumo
A primeira parte da corrida esteve marcada por uma perigosa queda de Dani Navarro e Chris Horner, que obrigou a este último (protagonista um dia antes em Arrate) a abandonar. Num dia no que as grandes complicações montanhosas estavam longe de meta (o encadeado Urkiola e Bikotzgane a quase 100 km da meta e o Alto de Bezi, de 3.ª categoria, como última dificuldade a 33 km da mesma), a etapa se revelou como propícia para as escapadas de homens que acumulassem atraso na geral.
Depois de uns primeiros cortes perigosos nos primeiros portos mencionados, onde se produziu a queda, se tranquilizou a corrida e em cabeça de corrida se situou uma escapada com uma grande vantagem (mais de seis minutos), composta por três ciclistas: Michael Albasini, Jurgen Van den Broeck e Christian Vandevelde. Ao não ser nomes perigosos para a geral, o Astana não tentou abortar a fuga, e o Rabobank decidiu não trabalhar na perseguição ao não se encontrar Óscar Freire em bom estado para disputar um hipotético sprint, obrigando às equipas Caisse d'Epargne e Euskaltel-Euskadi a se posicionar em cabeça do pelotão para reduzir as diferenças com os escapados, que podiam pôr em risco sua situação de mordomia na classificação por equipas.
Nos dois últimos quilómetros, e com uma margem de dois minutos com respeito ao pelotão, começaram os movimentos no grupo de escapados para decidir a vitória de etapa. Van den Broeck e Vandevelde tentaram atacar a Albasini, mas este lhes saiu a roda em seus respetivos ataques e depois se pôs ao comando do grupo a muito baixa velocidade, girando o pescoço constantemente para se assegurar de que não tivesse movimentos. Já no reta final, Michael Albasini lançou o sprint e ganhou com autoridade a seus dois colegas de fuga, podendo inclusive alçar os braços em sinal de triunfo ao cruzar a linha de meta de Güeñes.

#### Classificações
|   | Ciclista              | Equipa             | Tempo      |
| - | --------------------- | ------------------ | ---------- |
| 1 | Michael Albasini      | Columbia-High Road | 3h 59' 42" |
| 2 | Jurgen Van den Broeck | Silence-Lotto      | m.t.       |
| 3 | Christian Vandevelde  | Garmin-Slipstream  | m.t.       |
| 4 | Ben Swift             | Katusha            | + 1' 25"   |
| 5 | Allan Davis           | Quick Step         | m.t.       |

|   | Ciclista         | Equipa            | Tempo       |
| - | ---------------- | ----------------- | ----------- |
| 1 | Alberto Contador | Astana            | 16h 00' 16" |
| 2 | Samuel Sánchez   | Euskaltel-Euskadi | + 8"        |
| 3 | Cadel Evans      | Silence-Lotto     | m.t.        |
| 4 | Damiano Cunego   | Lampre-N.G.C.     | + 27"       |
| 5 | Robert Gesink    | Rabobank          | + 32"       |

### Etapa 5 - 10 de abril de 2009:Güeñes-Zalla, 169 km

#### Resumo
A etapa esteve condicionada pela intensa chuva e o frio, que foram protagonistas nesta jornada que discurría pelas Encartaciones. Formou-se uma escapada perigosa na que tinha ciclistas como Joaquim Rodríguez e Egoi Martínez, a mal um minuto do líder na classificação geral Alberto Contador, além de gente como Andy Schleck, David Moncoutié, David de la Fuente e Maxime Monfort. No entanto, a equipa Astana conseguiu neutralizar essa fuga. Nesta etapa abandonaram numerosos ciclistas, incluído Frank Schleck.
Já nos últimos 24 quilómetros de etapa (idêntico percurso da contrarrelógio do dia seguinte), Vladimir Efimkin e Alessandro Vanotti saltaram do grupo, se somando depois a eles Marco Pinotti. Seria precisamente este último quem escapar-se-ia na terça e última subida a Sopuertac (de 3.ª categoria), enquanto seus colegas de fuga foram atingidos pelo pelotão. No pelotão, não teve movimentos dos homens fortes da geral, mais pendentes da decisiva crono do dia seguinte, e só um atrasado Vincenzo Nibali tentou arranhar tempo, ainda que sem sucesso.
Pinotti, experimentado contrarrelogista, soube administrar sua vantagem sobre o grupo nos quilómetros finais em baixada e plano, chegando à meta de Zalla [[]] com tempo suficiente para saborear seu triunfo nos metros finais. Este triunfo de Marco Pinotti supunha a segunda vitória consecutiva do Columbia-High Road na rodada basca. No pelotão, o britânico Ben Swift foi por terceira vez o mais rápido, o que lhe permitiu, a falta de vitórias de etapa, obter a camisola da regularidade que só durar-le-ia um dia.

#### Classificações
|   | Ciclista            | Equipa             | Tempo      |
| - | ------------------- | ------------------ | ---------- |
| 1 | Marco Pinotti       | Columbia-High Road | 3h 59' 42" |
| 2 | Ben Swift           | Katusha            | + 19"      |
| 3 | Francesco Gavazzi   | Lampre-N.G.C.      | m.t.       |
| 4 | Christian Knees     | Milram             | m.t.       |
| 5 | Johannes Fröhlinger | Milram             | m.t.       |

|   | Ciclista         | Equipa            | Tempo       |
| - | ---------------- | ----------------- | ----------- |
| 1 | Alberto Contador | Astana            | 20h 16' 31" |
| 2 | Samuel Sánchez   | Euskaltel-Euskadi | + 8"        |
| 3 | Cadel Evans      | Silence-Lotto     | m.t.        |
| 4 | Damiano Cunego   | Lampre-N.G.C.     | + 27"       |
| 5 | Robert Gesink    | Rabobank          | + 32"       |

### Etapa 6 - 11 de abril de 2009:Zalla-Zalla(CRI), 24 km

#### Resumo
A última e decisiva etapa era uma contrarrelógio de 24 quilómetros com dois trechos bem diferenciados pelo ponto intermediário: uma primeira parte marcada pela subida a Avellaneda (não pontuável) e Beci (de 3.ª categoria mas não pontuável na crono) e uma segunda parte que combinava partes em baixada e planas com algum ligeiro trecho.
Entre os homens importantes da corrida, Alberto Contador foi o mais forte com diferença e sacou uma importante vantagem ao resto de favoritos, marcando os melhores registos tanto no ponto intermediário como na meta, pelo que se fez com a vitória de etapa e ampliou a vantagem da sua camisola amarela, se alçando por segundo ano consecutivo como o vencedor da rodada basca. Contador melhorou ademais em 45" o recorde da crono, que até então ostentáva Gómez Marchante, vencedor em Volta 2006 nesse mesmo percurso. O pinteño reafirmou-se bem como o claro dominador da corrida.
Entre o resto, Antonio Colom foi o mais forte e colocou-se 2.º na geral, completando o pódio Samuel Sánchez. O asturiano perdia 45" no ponto intermediário e chegou a meta com esse mesmo atraso, após fazer a segunda parte no mesmo tempo que Contador; ademais, conseguiu a camisola branco da regularidade. A surpresa negativa da jornada foi Cadel Evans, experimentado contrarrelógista que perdeu sua posição de pódio nesta etapa, enquanto outros homens como Luis León Sánchez, Cunego, Gesink, Rogers e os Liquigas Nibali e Kreuziger se reafirmaram no top 10 da geral, ainda que longe dos três primeiros.
Posteriormente Toni Colom foi desclassificado por dopagem com o que seus resultados não se tiveram em conta (ver secção Colom, positivo e exclusão).

#### Classificações
|   | Ciclista          | Equipa             | Tempo    |
| - | ----------------- | ------------------ | -------- |
| 1 | Alberto Contador  | Astana             | 31' 59"  |
| 2 | Samuel Sánchez    | Euskaltel-Euskadi  | + 45"    |
| 3 | Michael Rogers    | Columbia-High Road | + 1' 09" |
| 4 | Luis León Sánchez | Caisse d'Epargne   | + 1' 13" |
| 6 | Marco Pinotti     | Columbia-High Road | + 1' 18" |

|   | Ciclista          | Equipa            | Tempo       |
| - | ----------------- | ----------------- | ----------- |
| 1 | Alberto Contador  | Astana            | 20h 48' 30" |
| 2 | Samuel Sánchez    | Euskaltel-Euskadi | + 53"       |
| 3 | Cadel Evans       | Silence-Lotto     | + 1' 33"    |
| 4 | Luis León Sánchez | Caisse d'Epargne  | + 1' 48"    |
| 5 | Damiano Cunego    | Lampre-N.G.C.     | + 1' 53"    |

## Classificações finais

### Classificação geral
| Posição | Ciclista          | Equipa             | Tempo       |
| ------- | ----------------- | ------------------ | ----------- |
|         | Alberto Contador  | Astana             | 20h 48' 30″ |
| 2       | Samuel Sánchez    | Euskaltel-Euskadi  | + 53"       |
| 3       | Cadel Evans       | Silence-Lotto      | + 1' 33"    |
| 4       | Luis León Sánchez | Caisse d'Epargne   | + 1' 48"    |
| 5       | Damiano Cunego    | Lampre             | + 1' 53"    |
| 6       | Robert Gesink     | Rabobank           | + 1' 57″    |
| 7       | Michael Rogers    | Columbia-High Road | + 2' 20″    |
| 8       | Vincenzo Nibali   | Liquigas           | + 2' 30″    |
| 9       | Roman Kreuziger   | Liquigas           | + 2' 35″    |
| 10      | Christian Knees   | Milram             | + 3' 00″    |

### Classificação da montanha
| Posição | Ciclista             | Equipa                      | Pontos |
| ------- | -------------------- | --------------------------- | ------ |
|         | Rein Taaramäe        | Cofidis, le Crédit en Ligne | 37     |
| 2       | Aitor Hernández      | Euskaltel-Euskadi           | 35     |
| 3       | Christian Vandevelde | Garmin-Slipstream           | 21     |
| 4       | David Moncoutié      | Cofidis, le Crédit en Ligne | 19     |
| 5       | Egoi Martínez        | Euskaltel-Euskadi           | 14     |

### Classificação da regularidade
| Posição | Ciclista          | Equipa             | Pontos |
| ------- | ----------------- | ------------------ | ------ |
|         | Samuel Sánchez    | Euskaltel-Euskadi  | 61     |
| 2       | Alberto Contador  | Astana             | 59     |
| 3       | Luis León Sánchez | Caisse d'Epargne   | 58     |
| 4       | Ben Swift         | Katusha            | 50     |
| 5       | Christian Knees   | Columbia-High Road | 37     |

### Classificação de metas volantes
| Posição | Ciclista             | Equipa                      | Pontos |
| ------- | -------------------- | --------------------------- | ------ |
|         | Egoi Martínez        | Euskaltel-Euskadi           | 6      |
| 2       | Yuri Trofímov        | Bbox Bouygues Telecom       | 6      |
| 3       | Christian Vandevelde | Garmin-Slipstream           | 5      |
| 4       | Bingen Fernández     | Cofidis, le Crédit en Ligne | 4      |
| 5       | Marco Pinotti        | Columbia-High Road          | 3      |

### Classificação por equipas
| Posição | Equipa             | Tempo       |
| ------- | ------------------ | ----------- |
|         | Caisse d'Epargne   | 62h 35' 14" |
| 2       | Euskaltel-Euskadi  | + 1"        |
| 3       | Liquigas           | + 39"       |
| 4       | Columbia-High Road | + 4' 10"    |
| 5       | Saxo Bank          | + 4' 27"    |

## Evolução das classificações
| Etapa (Vencedor)                   | Classificação geral | Classificação da montanha | Classificação da regularidade | Classificação de meta-las volantes | Classificação por equipas |
| ---------------------------------- | ------------------- | ------------------------- | ----------------------------- | ---------------------------------- | ------------------------- |
| 1.ª etapa (Luis León Sánchez)      | Luis León Sánchez   | Aitor Hernández           | Luis León Sánchez             | Gorka Izagirre                     | Caisse d'Epargne          |
| 2.ª etapa (Yuri Trofímov)          | Luis León Sánchez   | Aitor Hernández           | Luis León Sánchez             | Manuel Vázquez                     | Caisse d'Epargne          |
| 3.ª etapa (Alberto Contador)       | Alberto Contador    | Aitor Hernández           | Luis León Sánchez             | Manuel Vázquez                     | Caisse d'Epargne          |
| 4.ª etapa (Michael Albasini)       | Alberto Contador    | Aitor Hernández           | Luis León Sánchez             | Michael Albasini                   | Caisse d'Epargne          |
| 5.ª etapa (Marco Pinotti)          | Alberto Contador    | Rein Taaramäe             | Ben Swift                     | Egoi Martínez                      | Caisse d'Epargne          |
| 6.ª etapa (CRI) (Alberto Contador) | Alberto Contador    | Rein Taaramäe             | Samuel Sánchez                | Egoi Martínez                      | Caisse d'Epargne          |
| Final                              | Alberto Contador    | Rein Taaramäe             | Samuel Sánchez                | Egoi Martínez                      | Caisse d'Epargne          |

## Cobertura televisiva
A retransmissão televisiva da corrida correu a cargo de Euskal Telebista ETB, a televisão pública vascã, que emitiu todas as etapas ao vivo através de ETB 1 e ETB Sat. Além das motos e as câmaras fixas de meta, em algumas etapas (3.ª, 5.ª e 6.ª) contou-se também com um helicóptero para obter imagens aéreas. O narrador das retransmissões foi Fermín Aramendi, máximo responsável por ciclismo em dita estação, secundado nos comentários pelos ex ciclistas Aitor Osa e Mikel Artetxe. O jornalista Iñigo Aiestarán seguia in situ a corrida desde uma moto, entrevistando aos diretores desportivos que iam nos carros e dando referências de tempos e dorsales, além de entrevistar aos ciclistas mais destacados ao termo de cada etapa.
A política de austeridade orçamental da televisão pública basca fez perigrar a retransmissão até poucas semanas antes do início da rodada basca, mas depois da fusão com a Euskal Bizikleta (um de cujos patrocinadores principais era ETB) se conseguiu assegurar a emissão da corrida.
O sinal televisivo da corrida foi facilitada assim mesmo a outras correntes:
- - Teledesporto (canal desportivo de Televisão TVE)[15]
  - TPA (televisão pública asturiana)[19]
  - Universal Sports TV (América do Norte)[15]
  - T2 Sport (Dinamarca)[15]
  - Sport+ (França e satélites em Europa)[15]

## Dopagem

### Pfannberger, sanção de por vida
Em 7 de maio de 2009 fez-se público que Christian Pfannberger deu positivo a 19 de março de 2009 por EPO. O que finalmente lhe supôs uma sanção de por vida por ser reincidente.

### Colom, positivo e exclusão
Em 9 de junho de 2009 fez-se público que Antonio Colom (segundo na geral) tinha dado positivo por EPO recombinante num controle antidopagem por surpresa realizado fora de competição a 2 de abril desse mesmo ano, quatro dias antes de que começasse a rodada basca. O corredor, que negou as acusações, foi suspenso provisionalmente pela sua equipa à espera do contraanálise. A RFEC sancionou a Colom com dois anos de suspensão e 46.958 euros de multa.

### Novas classificações
Depois da resolução definitiva de todos os casos de dopagem a UCI procedeu a fazer novas classificações e os resultados de Colom e Pfannberger foram anulados e oficialmente foram desclassificados da rodada basca com a indicação "0 DSQ" (desclassificado), ainda que indicando o tempo e pontos das classificações parciais e finais. Por isso todos seus resultados foram anulados e seus postos ficaram vagas; excepto na da classificação geral final de Colom, que ao conseguir resultados destacados, sua exclusão supôs que os corredores que ficaram por trás dele (até 20.º) subissem um posto na classificação, ficando vaga a vigésima posição. Tendo suas participações só incidência na classificação por equipas como costuma ser habitual nestes casos de expulsão de corredores.